# But-2-yne
Le but-2-yne est un alcyne de formule brute C4H6. Ce composé est utilisé comme réactif pour la production de l'hexaméthylbenzène.
Le but-2-yne est produit artificiellement, c'est un liquide incolore et volatil à température et pression standards.
La complexation du but-2-yne sur des ions de métaux de transition tels Ti, W a donné lieu à de nombreuses études et articles.